# Портрет Сивілли Самбети
«Портрет Сивілли Самбети» — картина на панно з балтійського дуба, завершена у 1480 році фламандським живописцем другої половини XV століття Гансом Мемлінгом. Знаходиться в музеї Ганса Мемлінга в Лікарні Старого Іоанна в Брюгге.

## Опис картини
На картині зображена молода жінка, яка не вирізняється вродою, а проте елегантна і добре одягнена. Обрамлення і чорний фон створюють враження, що жінка стоїть біля вікна. Її руки складені й опираються на нижню межу рамки з коричневого мармуру. Вуаль падає на її обличчя і плечі. У неї дуже бліда шкіра та високий лоб, волосся щільно причесане до головного убору. Її сукня темно-фіолетова або чорна — кольори потемніли від первісного синього — з білим коміром.
На нижній межі рамки є різьблений напис, який викликає асоціацію жінки з перською сибілою. Пофарбований метал картуш, розміщений у верхньому лівому куті зображення, є подальшим доповненням і містить слова: «Сибільська Самбета, перська, в 2040 р. до н. е.»). Є ще одне пізніше доповнення, текст якого посилається на Марію зі словами : «земне царство, і творіння Діви стане спасінням світу: невидиме слово стане відчутним».

## Ідентифікація особи
Ідентичність жінки втрачається. Була низка спроб встановити особу жінки, пов'язати її з історичною людиною. Такою могла бути донька Віллема Морееля Мері. Віллем Морель був маґістратом Брюгге і замовив у Мемлінга портретний диптих, а згодом триптих для церкви Сент-Джеймса, яку він заснував у Брюгге. Але припущення у випадку з Мері Морель відпали, вона була занадто молода в 1480 році.